# Medal za Ofiarną Pracę dla Socjalizmu
Medal za Ofiarną Pracę dla Socjalizmu (czes. Medaile Za obětavou práci pro socialismus) – czechosłowackie odznaczenie państwowe.

## Historia
Odznaczenie zostało ustanowione ustawą z dnia 14 grudnia 1976 r. nr 153/1976 Sb. dla nagrodzenia osób w zasłużonych w działalności społecznej, politycznej i gospodarczej przy wprowadzaniu programu Komunistycznej Partii Czechosłowacji.
Odznaczenie zostało zniesione w dniu 15 października 1990 r. na podstawie §16 i 18 ustawy nr 404/1990 Sb. z dnia 2 października 1990 roku.

## Zasady nadawania
Odznaczenie zgodnie z § 2 ustawy o jego ustanowieniu nadawany był obywatelom, którzy w długoletnią, bezinteresowną pracą uczestniczyli we wprowadzaniu do życia społecznego, politycznego i gospodarczego programu polityczno-społecznego Komunistycznej Partii Czechosłowacji lub za długoletnią i ofiarną pracę w organach państwowych.

## Opis odznaki
Odznaka odznaczenia owalny krążek o średnicy 33 mm, wykonany z brązu pozłacanego.
Na awersie odznaczenia w środku jest rysunek otwartej książki, na której leży sierp i młot, a powyżej książki pięcioramienna gwiazda. Na około książki znajduje się wieniec z liści lipy. Spod wieńca wychodzą promienie.
Na rewersie w środku znajduje się pięcioramienna gwiazda, na którą nałożony jest herb Czechosłowacji. Spod gwiazdy wychodzą promienie, na końcach promieni umieszczone są litery, tworzące napis w języku czeskim ZA OBĚTAVOU PRÁCI PRO SOCIALISMUS (pol. Za ofiarną pracę dla socjalizmu).
Medal zawieszony jest na metalowej zawieszce utworzonej z liści lipy a do niej przytwierdzona jest wstążka o szerokości 38 mm, na jej bokach znajdują się paski koloru niebieskiego o szer. 6 mm, następnie białego o szer. 6 mm, a w środku pasek o szer. 14 mm koloru czerwonego.